# Rugby Club Sitges
El Rugby Club Sitges es una entidad deportiva de La Villa de Sitges, Barcelona, dedicada a la práctica de rugby desde 1987.
Sus colores son el azul y el verde, alegoría de los colores del mar y de la montaña que rodean Sitges. En la actualidad, cuenta con categorías, sénior, femenino, juvenil, cadete e infantil. La Escuela del Rugby Club Sitges, con las secciones, mini, prebenjamín, benjamín y alevín, es uno de los principales motores de la actividad deportiva del club con un crecimiento exponencial desde su creación en 1997. El Rugby Club Sitges cuenta también con una activa sección de Veteranos y desde 1995 organiza anualmente el torneo Seven Playa de Sitges.

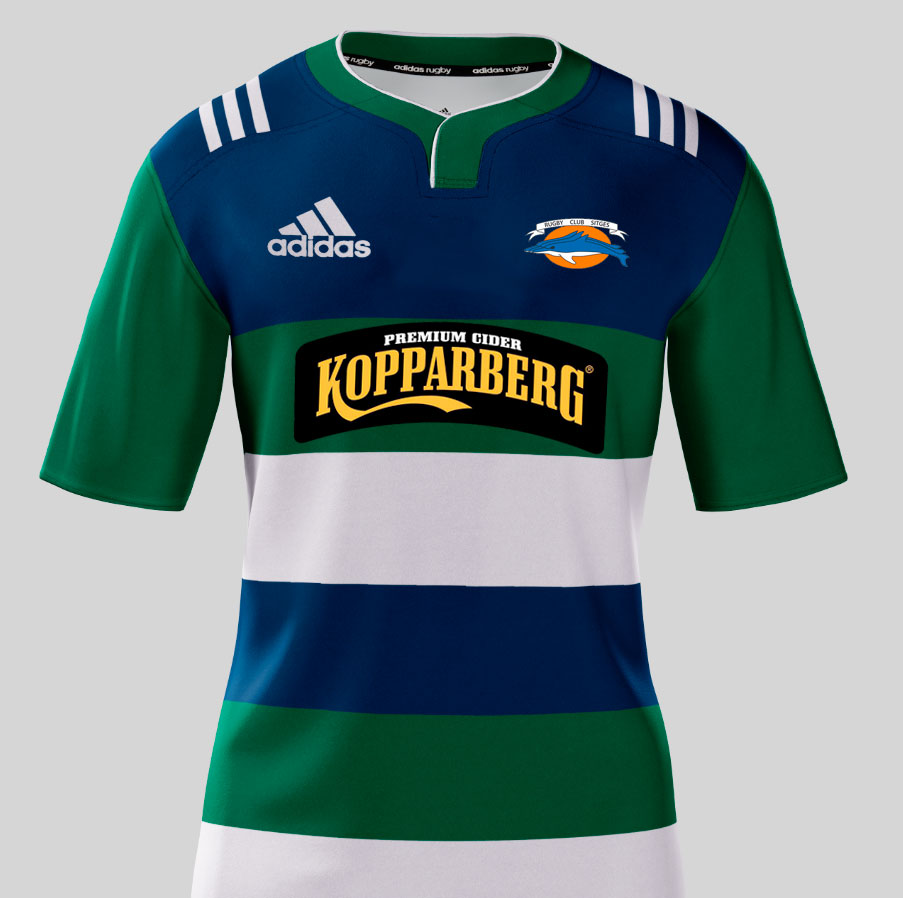
Camiseta del Primer Equipo del Rugby Club Sitges (Azul y Verde, alegoría del mar y montaña que rodea la ciudad de Sitges)

## Orígenes
La historia del Rugby Club Sitges empezó en noviembre de 1987 cuando dos amigos y exjugadores, Francesc Jiménez (CN Poble Nou) y Fran López (RCD Espanyol), fundan el club en la Vila Sitges .  En sus inicios, se formó un equipo sénior que se va consolidando con la integración de jóvenes novatos e inexpertos con un grupo de jugadores veteranos que residían en Sitges. Los primeros entrenamientos se realizan en la playa, en diciembre de 1987. [cita requerida]
El 13 de enero de 2002 se inauguró el Campo de Rugby de Santa Bárbara donde, después de 14 años de historia,  por fin el Rugby Club Sitges disputó su primer partido oficial como local en Sitges. Curiosamente, en ese partido nuevamente se enfrentaron los equipos sénior del Rugby Club Sitges y el CN Montjuïc. El equipo sénior masculino consiguió el título de campeón de la División de Honor Catalana de rugby en 2021,  ascendiendo a División de Honor B de Rugby, donde permaneció hasta su descenso en 2023 . 

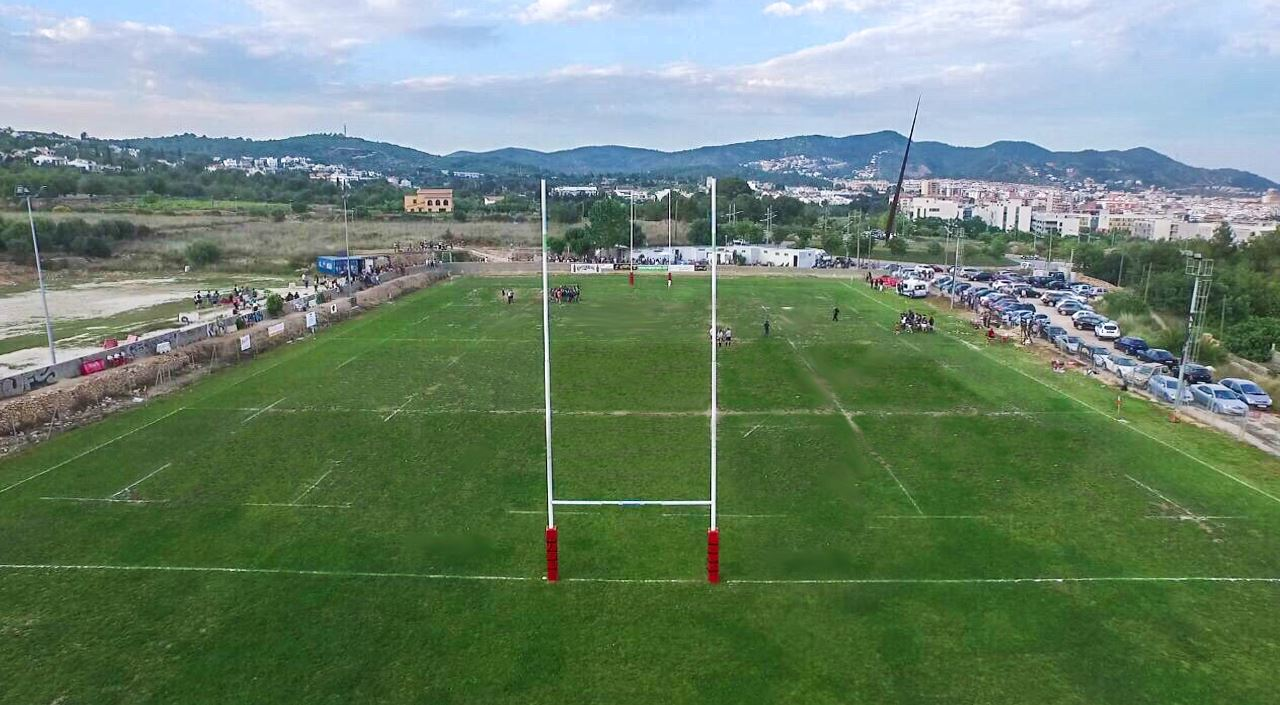
Campo Municipal de Santa Bárbara

En diciembre de 2020 se inauguró el Campo de rugby Pins Vens, con una capacidad de 300 espectadores, al cual el Sitges se trasladó después de años en el Campo Municipal de Santa Bárbara.